# Natalino Guimarães
Natalino José Guimarães (Rio de Janeiro, 25 de dezembro de 1955) é um político, ex-policial, empresário e paramilitar brasileiro. Com base eleitoral na zona oeste da cidade do Rio de Janeiro, é irmão do ex-vereador Jerominho, sendo eleito deputado estadual em 2006. Acusado de ser integrante de uma milícia, foi preso em 21 de julho de 2008 após trocar tiros com policiais que se dirigiam a sua casa em Campo Grande na mesma zona da cidade. Em seguida, acabou expulso de seu partido, o Democratas, tendo sua prisão mantida após votação entre seus colegas da Assembleia Legislativa do Estado do Rio de Janeiro (ALERJ).
Renunciou ao mandato em 18 de novembro de 2008 para evitar a abertura de seu processo de cassação. Em 12 de março de 2009, foi condenado junto com seu irmão Jerominho. Em 4 de agosto de 2022, o irmão de Natalino, Jerônimo Guimarães Filho, conhecido como Jerominho, morreu após ser baleado por homens de fuzil em Campo Grande, na zona oeste do Rio de Janeiro.
Na manhã do dia 10 de dezembro de 2024, Natalino foi preso em Campo Grande, Zona Oeste do Rio, em uma operação do Ministério Público do Rio de Janeiro (MPRJ) contra prática de grilagem de terra em Búzios, na Região dos Lagos.